# Ovlaživač zraka
Ovlaživač zraka je uređaj koji povisuje relativnu vlažnost zraka u jednoj ili više prostorija. Obično ovi uređaji imaju i ugrađen ionizator, a osim u stambenim prostorima koriste se i u uredima te muzejima gdje služe za održavanje primjerene mikroklime, kako u izložbenim prostorima tako i u čuvaonicama.

## Sustavi ovlaživanja zraka
- isparavanje vode na sobnoj temperaturi
- isparavanje na povišenoj temperaturi
- ultrazvučno zamagljivanje
- raspršivanje

Od ova 4 osnovna tipa samo se oni koji isparuju vodu na normalnoj temperaturi mogu koristiti u muzejima, tu razlikujemo 3 osnovna rješenja, sistem s rotirajućim bubnjem, sistem koji kombinira raspršivanje i isparavanje te sistem s diskovima.

## Vanjske poveznice
- EPA.gov
- Zdravstveni savjet: Korištenje ovlaživača zraka?  Arhivirana inačica izvorne stranice od 17. svibnja 2014. (Wayback Machine)
- Prljavi ovlaživači mogu uzrokovati zdravstvene probleme  Arhivirana inačica izvorne stranice od 17. rujna 2013. (Wayback Machine)